# Stibbe
Stibbe est un cabinet d’avocats international, établi au Benelux, et spécialisé dans le droit des affaires. 

## Histoire
Le bureau à Amsterdam a été fondé en 1911 par D.W. Stibbe. Parallèlement, Henri Simont père fonde un autre bureau en Belgique. Le cabinet néerlandais étend ses activités et ouvre ensuite un bureau à New York. Dans la foulée, les cabinets belge et néerlandais fusionnent et se font connaître sous le nom de Stibbe & Simont dès 1999.  À l’issue d’une longue période où le cabinet voit ses activités croître, un nouveau bureau est fondé à Londres en 1994. Stibbe s’est encore développé grâce à l’ouverture d’un nouveau bureau à Dubaï en 2009 et à Luxembourg en 2010. Actuellement, le cabinet compte plus de 360 avocats.
En 2011, Stibbe a été élu Benelux Law Firm of the Year au The Lawyer European Awards.

## Activité
Ses principaux bureaux se trouvent à Amsterdam, à Bruxelles et à Luxembourg. Stibbe possède également une succursale à Londres. 
L’expertise de Stibbe couvre plusieurs domaines, tels que le droit public et administratif, le droit financier et des sociétés, le droit social et des pensions, le droit européen et de la concurrence, le droit de la propriété intellectuelle, le droit de la technologie, des médias et des télécommunications, le droit de l’aménagement du territoire et de l’environnement, ou encore le droit fiscal. Les clients de Stibbe sont variés et comprennent tant des multinationales que des organisations publiques et autres autorités publiques. Ils constituent un large éventail des activités de Stibbe, telles que les institutions financières (les banques, les fonds d’investissements, le capital investissement), l’immobilier, l’industrie, la vente au détail, la logistique et le secteur de la technologie, des médias et des télécommunications.

## Bureaux
- Amsterdam (1911)
- Bruxelles (1966)
- Luxembourg (2010)
- Londres (1994)